# Цона Артиђанале Перо (Тревизо)
Цона Артиђанале Перо је насеље у Италији у округу Тревизо, региону Венето.
Према процени из 2011. у насељу је живело 8 становника. Насеље се налази на надморској висини од 14 м.